# Molophilus (Molophilus) selkirkianus
Molophilus (Molophilus) selkirkianus is een tweevleugelige uit de familie steltmuggen (Limoniidae). De soort komt voor in het Neotropisch gebied.